# Bernd Alois Zimmermann
Bernd Alois Zimmermann (Bliesheim, cerca de Colonia; 20 de marzo de 1918-Königsdorf, 10 de agosto de 1970) fue un compositor alemán.
Estudió en la Universidad de Colonia y posteriormente en los conservatorios de Colonia y Berlín, siguió los estudios de Wolfgang Fortner y de René Leibowitz en Darmstadt.
De 1950 a 1952 trabajó en el Instituto de Musicología de Colonia y colaboró también como compositor en varias emisoras radiofónicas. A partir de 1957 fue profesor de composición en la Musikhochule de Colonia, donde dirigió un seminario de música de escena y de películas.

## Su obra
Zimmermann experimentó en su obra con diferentes técnicas, como el sistema de cita musical o el collage, pasando por el serialismo. Desde comienzos de la década de los años 50 experimentó con materiales recogidos de otras obras, haciendo uso de la técnica de la cita musical. Durante la época en que finalizó su famosa ópera Die Soldaten (Los soldados, 1960), Zimmermann llevó a cabo con éxito un complejo método de combinación de material procedentes de diferentes períodos estilísticos con su «propia» música, de forma que hizo uso de la técnica del collage.

### Música instrumental
- Perspektiven, para dos pianos (1955-56).
- Sonata, para violín y piano (1950).
- Sonatas, para violín solo (1951).
- Presencia, concierto escénico para violín, violonchelo y piano (1961).
- Tempus loquendi, piezas para flauta sola (1963).

### Obras orquestales
- Concierto, para orquesta de cuerda (1948).
- Sinfonía en un movimiento (1947-52).
- 5 Capricci di G. Frescobaldi, para pequeña orquesta (1962).
- Photoptosis, preludio para gran orquesta (1968).
- Concierto para violín (1950)
- Antiphonen, para viola y pequeña orquesta (1962).
- Canto di speranza, cantata para violonchelo y pequeña orquesta (1953-57).
- Concierto para oboe y pequeña orquesta (1952).
- Nobody knows the trouble I see, para trompeta y orquesta (1954).

### Música vocal
- Ommia tempus habent, cantata para soprano y 17 instrumentos (1957).
- Lob der Torheit, cantata burlesca (1948).

### Música teatral
- Die Soldaten (Los soldados), ópera representada en Colonia en 1965.
- Alagoana, ballet (1940-43)
- Caprichos brasileiros, ballet (1940-43)
- Kontraste, ballet (1953)
- Giostra Genovese, ballet (1962)